# シキンカラマツ
シキンカラマツ（紫錦唐松、学名：Thalictrum rochebruneanum）は、キンポウゲ科カラマツソウ属の多年草。

## 特徴
植物体は大型で無毛。茎は直立し、高さは50-200cmになるか、ときにこれを超え、茎の上部で1-6回分枝する。茎はなめらかな円柱形で、ふつう紫色を帯びる。根出葉は花期には枯れて存在しない。茎につく葉は互生し、下部の茎葉には長さ2-10cmの葉柄があるが、上部のものは次第に無柄になる。葉身は3-5回3出複葉で、小葉は広倒卵形から円形、または広卵形になり、長さ15-30mm、幅15-35mm、縁は全縁か先が浅く3裂し、基部は円形またはやや心形になり、小葉柄がある。葉の裏面は緑白を帯び、葉脈が隆起する。葉柄の基部に托葉があり、膜質で不規則に切れ込み、小葉柄の基部に小托葉は無い。
花期は7-8月。花序は長さ5-15cmの円錐花序で、多数の淡紫色の花をつける。花は径1cmになり、花柄は長さ1-2cmになる。萼片は4-5個あり、長さ6-8mmの楕円形で淡紅紫色、花時に宿存する。花弁はない。雄蕊は多数が輪状に並び長さ4-5mm、葯は鮮黄色で長さ1-1.2mm、花糸は糸状で葯より細く、葯隔は黄色で突出する。雌蕊は多数ある。果実は1花に約20個つき、長さ4-5mmの紡錘状の痩果になり、両面に縦に翼状の3脈があり、長さ1.5mmの果柄がある。痩果の先端に柱頭が残存し、長さ1mmになり少し内曲する。染色体数は2n=28。

## 分布と生育環境
本州の福島県、茨城県、群馬県、長野県に分布し、夏緑林の林縁、林間の湿り気のある草地に生育するが、比較的まれである。分類表内のシノニムとなっている Thalictrum grandisepalum H.Lév. について、門田裕一 (2017) は、『改訂新版 日本の野生植物2』「キンポウゲ科カラマツソウ属」において、「オオシキンカラマツ T. grandisepalum H.Lév. は本種に似るが，痩果に柄がないなど点で異なり，朝鮮半島南部に分布する。」とし、T. grandisepalum を本種とは独立した種として扱っている。

## 名前の由来
和名シキンカラマツは、「紫錦唐松」の意、清水建美 (1982) は、『日本の野生植物 草本II離弁花類』「キンポウゲ科カラマツソウ属」において、「花軸や茎が紫褐色を帯び，開花しても落ちない萼の紫色と葯の黄色の対比が美しいことから，名に紫錦を冠した。」と説明している。
種小名（種形容語）rochebruneanum は、フランスの植物分類学者であるロシェブルン A.T.de Rochebrune への献名。 伊藤圭介が長野県で採集した標本をもとに、1878年にフランスの植物学者であるフランシェとサバティエが新種記載した。その際、和名をShikin karammatsou sô と記載した。

## 種の保全状況評価
国（環境省）でのレッドデータブックの選定はない。

都道府県のレッドデータ、レッドリストの選定状況は次のとおり。福島県-絶滅危惧IB類(EN)、茨城県-絶滅危惧IB類、新潟県-地域個体群(LP)、富山県-情報不足、長野県-準絶滅危惧(NT)、岐阜県-情報不足。

## ギャラリー

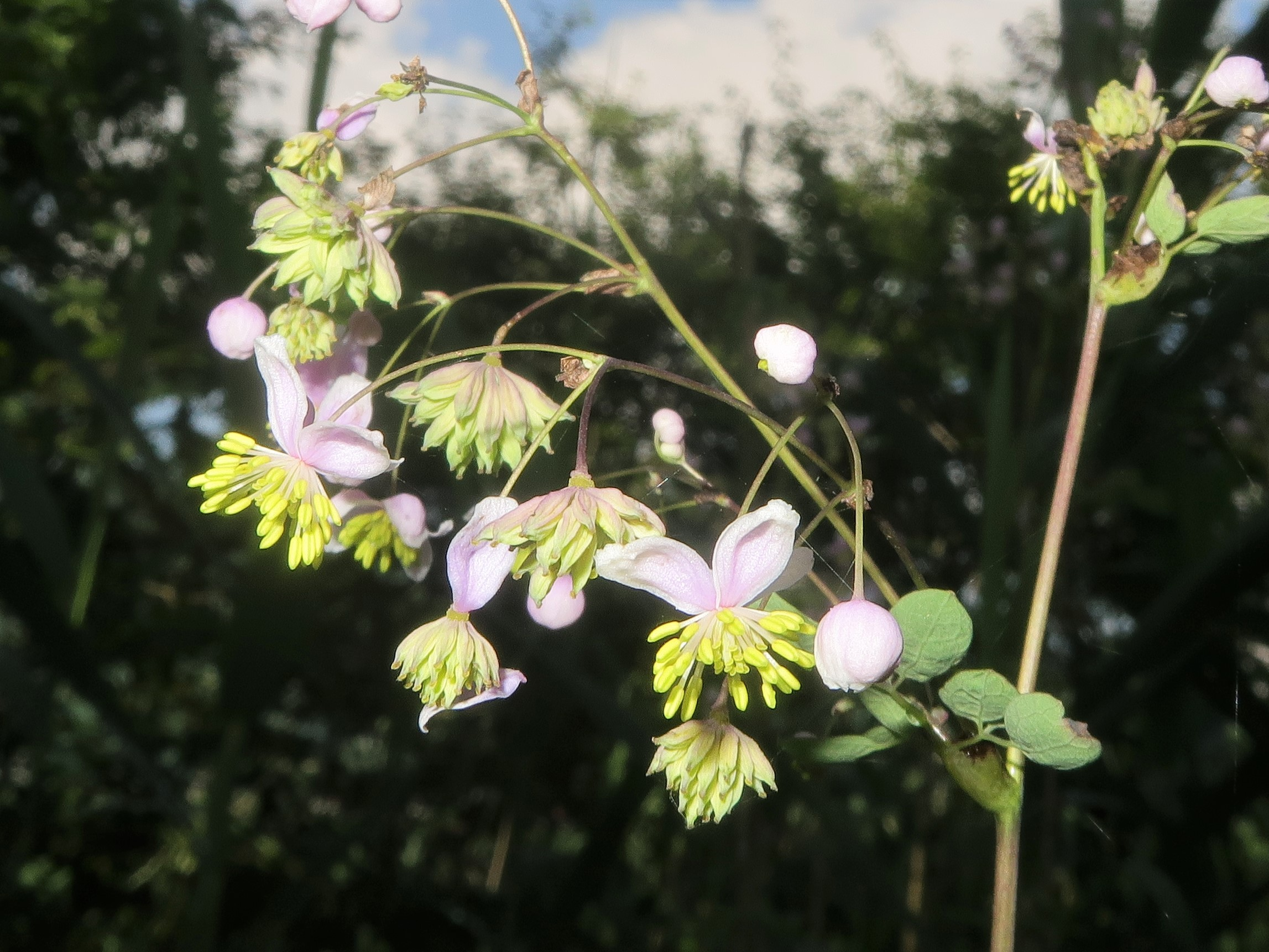
萼片は4-5個あり、楕円形で淡紅紫色、花時に宿存する。花弁はない。雄蕊は多数が輪状に並び、葯は鮮黄色、花糸は糸状で葯より細い。雌蕊は雄蕊の内側にある。
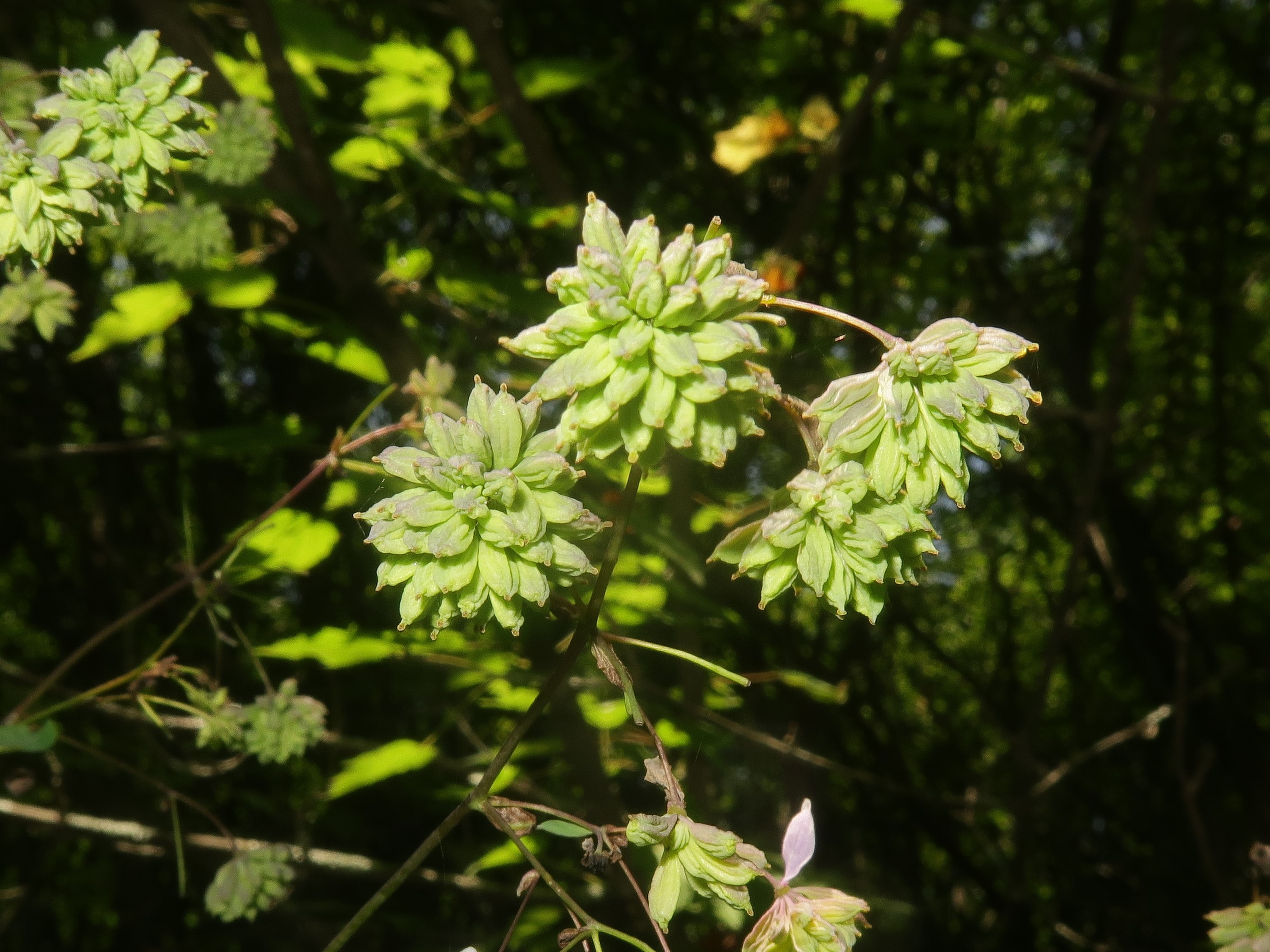
若い果実。1花に約20個つき、紡錘状の痩果になり、両面に縦に翼状の3脈がある。痩果の先端に柱頭が残存し、長さ1mmになり少し内曲する。
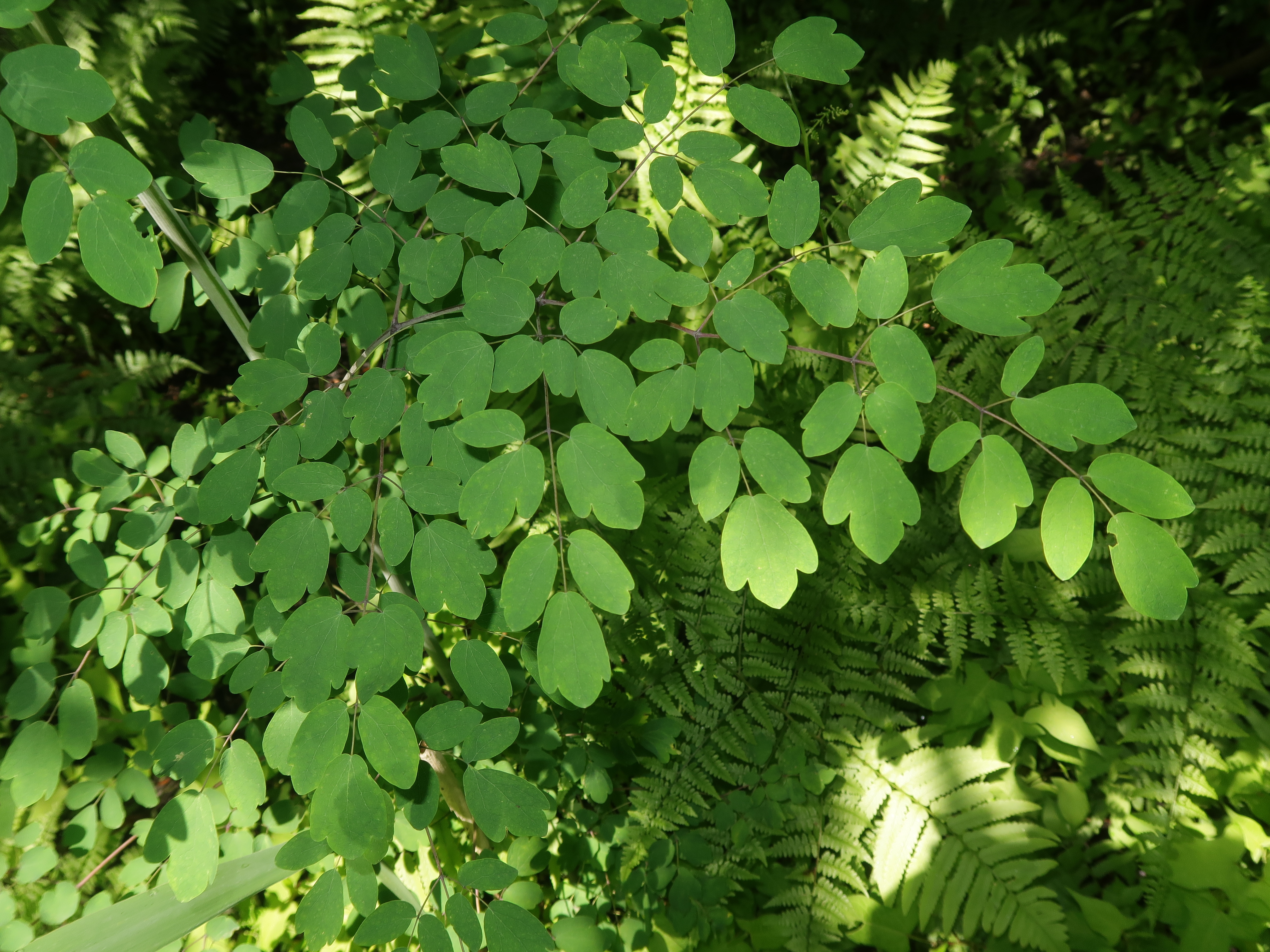
茎葉の葉身。3-5回3出複葉で、小葉は広倒卵形から円形、または広卵形になり、縁は全縁か先が浅く3裂し、基部は円形またはやや心形になり、小葉柄がある。6月下旬。
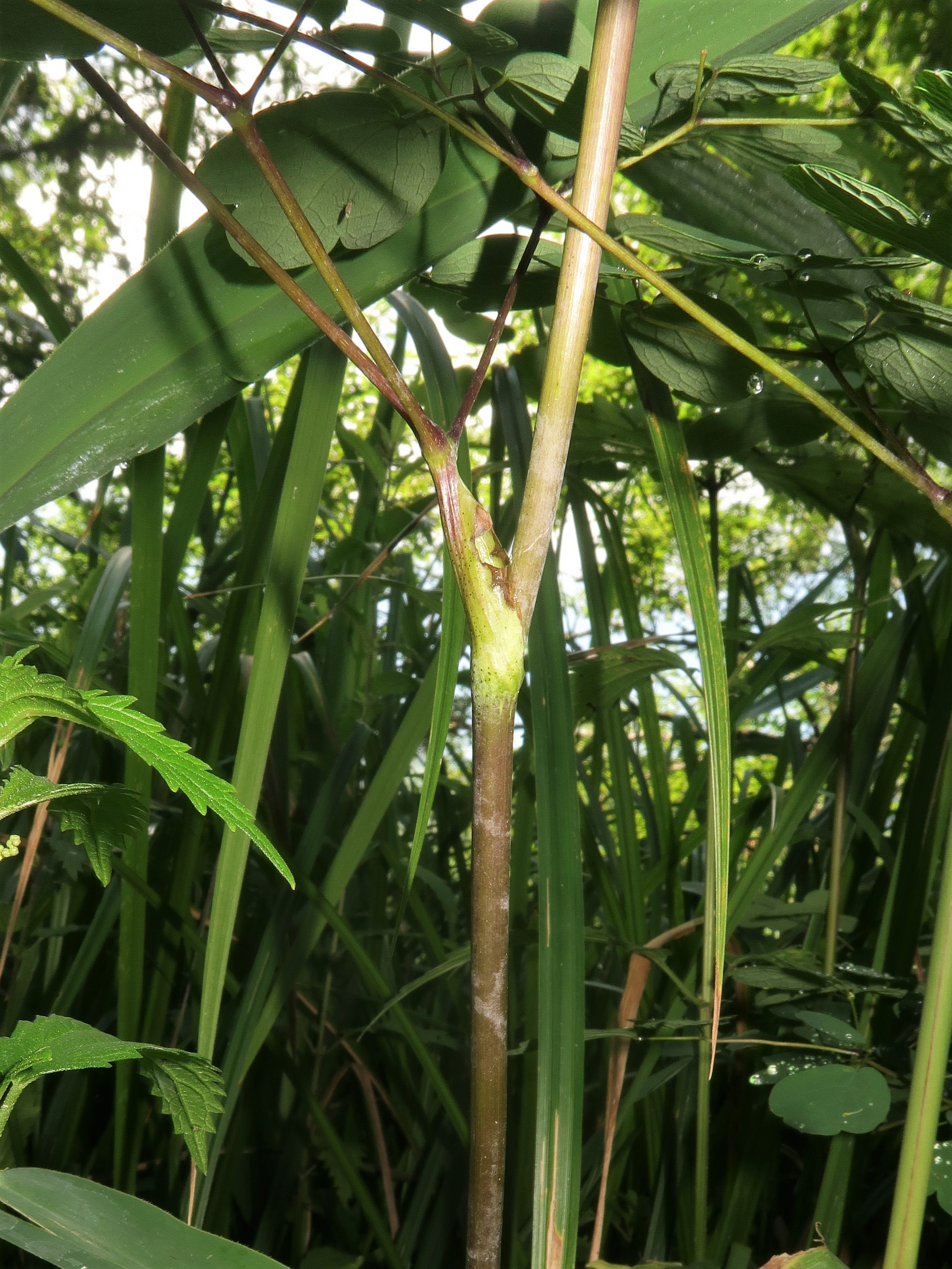
茎はなめらかな円柱形で、ふつう紫色を帯びる。葉柄の基部に托葉があり、膜質で不規則に切れ込む。
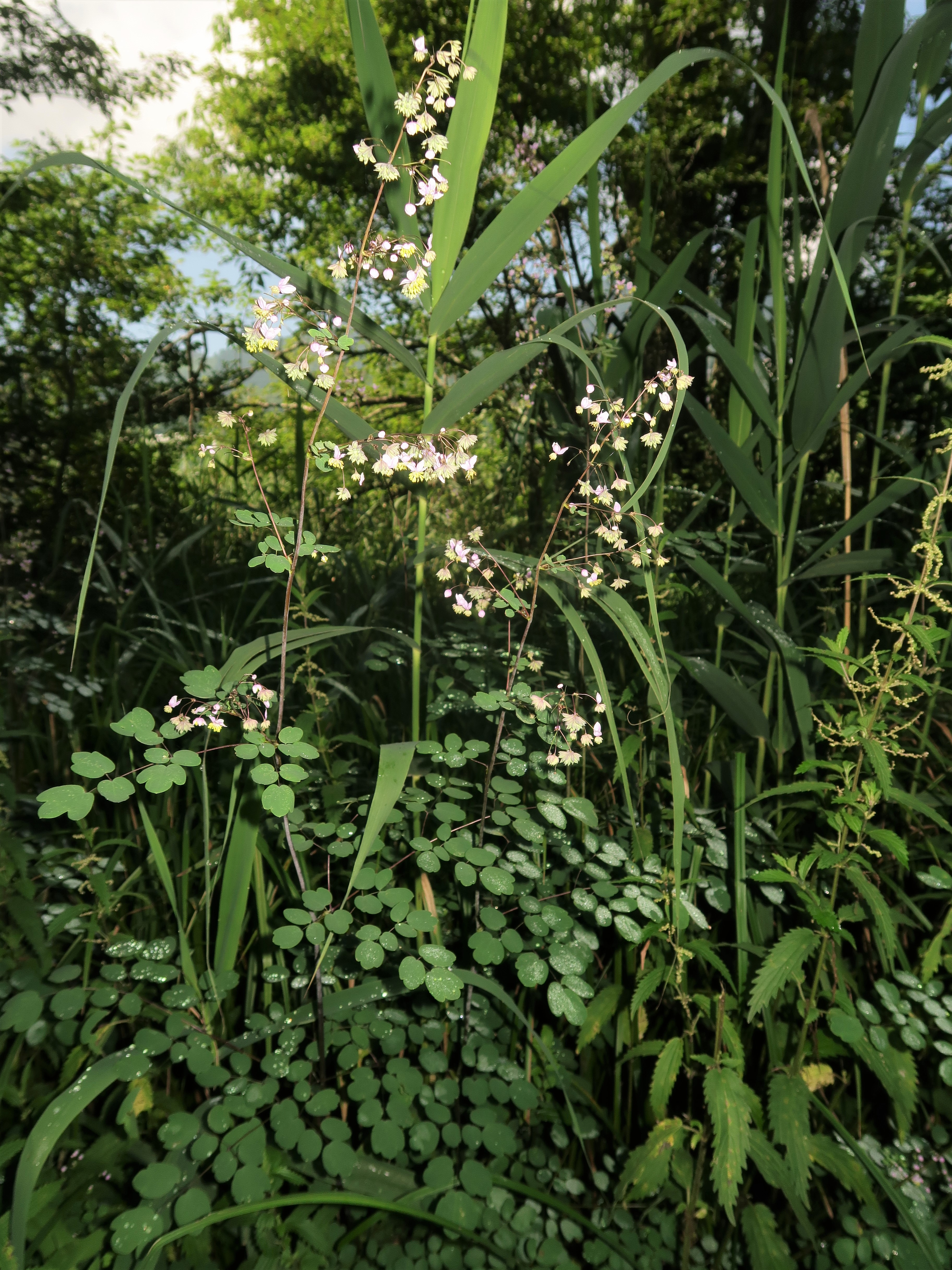
生育環境。林間の湿った草地に、ヨシ Phragmites australis やホソバイラクサ Urtica angustifolia などとともに生育していた。

## 分類
シキンカラマツは、日本産のカラマツソウ属のなかでシキンカラマツ節（Sect. Purpurea）に属する。同節に属する種は、萼片が花期に宿存し、花糸は糸状で、痩果は幅の狭い紡錘形となる特徴をもつ。日本産では本種のほか、シロカネカラマツ T. koikeanum があり、宿存性の萼片は両面とも白色で、花時に強く反り返り、葯は黄色になる。広島県東北部の特産で、林内や林縁の湿地に生育する。名前が似たシギンカラマツ（紫銀唐松）T. actaeifolium は、シギンカラマツ節（Sect. Erythrandra）に属し、萼片は白色で背面が紫色をおび、早落性、葯は黄白色になる。本州の関東地方以西、四国、九州に分布し、林縁や林間の草地に生育する。花が白いことから、本種の「紫錦唐松」に対して、「紫銀唐松」としたという。